# صفحة (ورق)
التعريف اللغوي: صَفْحة الشَّيء : وجهه وجانبه
صفحة هي عبارة عن مادة رقيقة يكتب عليها بالقلم الرصاص أو الحبر ، وغالباً ما تكون بيضاء، إما أن يكون لها أسطر أو ليس لها أسطر، ويوجد مصانع خاصة لتصنيع الورق ، ويمكن أن تستخدم في الكتب أو في الدفاتر، وهي قابلة للشق بسرعة وبسهولة.

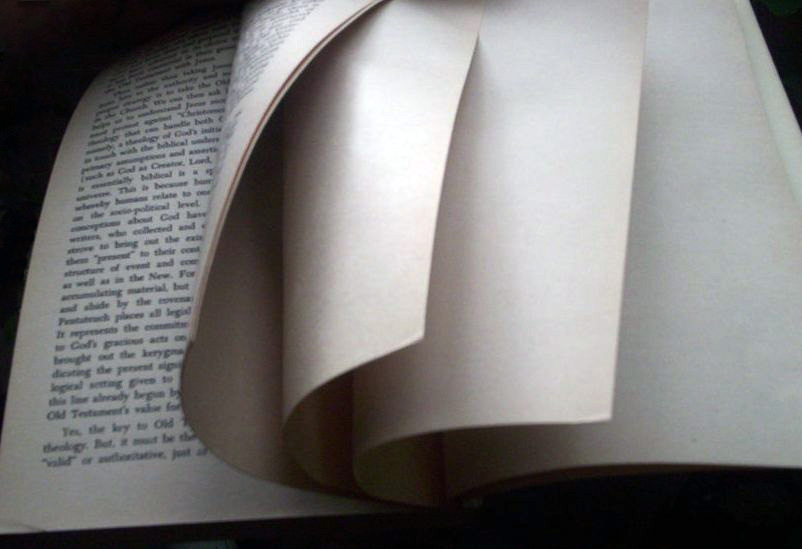
صفحات كتاب

تعريف الورق : هو عبارة عن مادة رقيقة مسطحة تنتج عن طريق ضغط الألياف السيليلوزية، وهذه الألياف تكون عادة طبيعية بحيث تتكون أساسا من السيليولوز، وتستخدم مادة تلك الصفحات في الكتابة والطباعة وتغليف جدران المنازل والأكياس والمطابخ

## تاريخها
كانت من القدم في مصر الفرعونية والصين  ،
وهي غالباً من الأشجار.
يرجع الفضل في اختراع مادة الورق إلى الصينيين فلقد قاموا بإنتاجه ابتداء من القرن الأول ميلادي، وذلك انطلاقًا من سيقان نبات الخيزران (البامبو) المجوفة والخرق البالية أو شباك الصيد والقنب وعشب الصين.